# Аксу-Аюлинские курганы
Аксу-Аюлинские курганы — памятники эпохи бронзы. Находятся в 2 км к северу от аула Аксу-Аюлы, центр Шетского района Карагандинской области. Открыты в 1952 году Центрально-Казахстанской археологической экспедицией Академии Наук Казахстана (руководитель А.Х. Маргулан). Более 40 курганов. Раскопано 4 кургана. Гробница одного из них состоит из трёх кольцевых оград, из которых первая (наружная) сложена из крупных гранитных плит; вторая ограда имеет горизонтальную кладку из крупных прямоугольных плит. Длина ограды с запада на восток 7,9 м, севера на юг — 7,6 м. Сохранившаяся высота 1,5 м, ширина кладки — 2 м. Третья малая ограда имеет прямоугольную форму размером 4,45×3,40 м. В центре гробницы обнаружен каменный ящик, закрытый двумя гранитными плитами. Найдены глиняная посуда с узорами, бронзовые бусы, золотое ожерелье. Форма и узоры на сосудах характерны для андроновской и бегазы-дандыбаевской культур.